# Битва при Капоретто
Битва при Капоретто (італ. Battaglia di Caporetto, нім. Schlacht von Karfreit або нім. Zwölfte Isonzoschlacht) — стратегічна наступальна операція німецько-австро-угорських військ на Італійському фронті Першої світової війни. Битва, яка відома також як Дванадцята битва при Ізонцо, розпочалася о 02:00 вночі 24 жовтня 1917 року, коли німці та їхні австрійські союзники розпочали несподіваний та потужний прорив італійських позицій, з такими труднощами завойованих за тридцять попередніх місяців, і розгромити вщент італійську армію.
Скористувавшись складною ситуацією в Росії, де розпочався Жовтневий переворот 1917 року, німецьке командування спромоглося потай зосередити значні сили відбірних бойових дивізій поблизу міста Капоретто. Раптово завдавши нищівного удару по італійцях, які опинилися неготовими до оборонних дій, у зв'язку з виснажливими бойовими діями в одинадцяти попередніх боях при Ізонцо, вони змусили практично в паніці відступили супротивника до річки П'яве.
Поразка і відступ італійських військ викликали серйозне занепокоєння у керівництва Антанти. До Італії були терміново перекинуті 11 (5 англійських та 6 французьких) дивізій. З їх допомогою італійцям вдалося стримати наступ німецько-австрійських військ і до кінця листопада стабілізувати фронт.
Битва при Капоретто стала найбільшою гірською битвою 1-ї світової війни. Тільки з боку Італії в ньому брало участь 1,4 млн чоловік. Тут була досягнута найвища щільність артилерії за часів 1-ї світової війни (207,7 — 259 гармат та мінометів на 1 км фронту в 14-й армії). Італійська армія виявилася надламаною; вона втратила в битві понад 10 тис. чоловік убитими, 30 тис. пораненими, 265 тис. полоненими, 3 152 гармат, 1 732 міномети, 3 тис. кулеметів, велику кількість різнорідного військового майна. Десятки тисяч італійських солдатів дезертували з фронту. Німецько-австрійські війська, прорвавши позиційну оборону на гірському театрі війни, заглибилися в Північній Італії на 100 км і захопили до 14 тис. км² території. Проте в цілому, незважаючи на ці колосальні успіхи, наступальна операція при Капоретто не змінила загального стратегічного положення Антанти. Італія не була виведена з війни, хоча її внутрішньополітичне становище різко загострилося.
Битва при Капоретто опинилася найсерйознішою поразкою в історії італійської армії, навіть сьогодні в італійській мові термін «Капоретто» використовується, як синонім катастрофічного військового краху.

Карта битви при Капоретто